# Badr al-budūr
Badr al-budūr (in arabo بدر البدور, badru l-budūr, "luna piena delle lune piene"), in alcune edizioni italiane anche Badru l-budūr o Lunalba, è uno dei personaggi principali della fiaba Aladino e la lampada meravigliosa.

## Storia originale
Quando Aladino trova la lampada magica, scopre che contiene un jinn rinchiuso, pronto a esaudire i voleri del proprietario della lampada. Con l'aiuto del jinn, Aladdin, un povero ragazzo che in altre circostanze non avrebbe mai potuto aspirare a sposare una principessa, diventa ricco e potente e sposa la principessa Badr al-budūr, figlia del sultano di un regno della Cina. Per riuscirci sconfiggono insieme il mago cattivo proveniente dal Maghreb e, una volta morto questi, anche il suo perfido fratello.

## Adattamenti
Film
- Achmed, il principe fantastico (Die Abenteuer des Prinzen Achmed) (1926)
- Aladdin and His Wonderful Lamp (1939): cortometraggio di animazione di Braccio di Ferro in cui Olivia, doppiata in originale da Margie Hines, impersona la principessa
- Il ladro di Bagdad (1940): interpretata da June Duprez, doppiata in italiano da Lydia Simoneschi (primo doppiaggio) e Roberta Greganti (secondo doppiaggio)
- Allauddin Adhbhuta Deepam (1957): si chiama Yasmin Begum, interpretata da Anjali Devi
- Allavudeenum Arputha Vilakkum (1957)
- Alladdin Ka Chirag (1957)
- La principessa e lo stregone (1001 Arabian Nights) (1959): si chiama Yasminda, doppiata in originale da Kathryn Grant
- Le meraviglie di Aladino (1961): si chiama Djalma, interpretata da Noëlle Adam
- La lampada di Aladino (Volshebnaya lampa Aladdina) (1966): interpretata da Dodo Chogovadze, doppiata in italiano da Elda Olivieri
- Aladdin (1967): si chiama Mei Ling, interpretata da Victoria Mallory
- Aladino e la sua lampada meravigliosa (Aladin et la lampe merveilleuse) (1970): doppiata in originale da Lucie Dolène e in italiano da Serena Verdirosi
- Allauddinum Albhutha Vilakkum (1979): si chiama Jameela, interpretata da Sripriya
- La lampada di Aladino (Aladdin to mahou no Lamp) (1982): doppiata in originale da Keiko Suzuka e in italiano da Cristina Boraschi
- Superfantagenio (1986): si chiama Patrizia O'Connor, interpretata da Diamante Spencer
- Aladdin (1992)
- The Erotic Adventures of Aladdin X (1994): interpretata da Simona Valli
- Il fantastico mondo di Aladino (A Kid in Aladdin's Palace) (1998): si chiama Jasmine, interpretata da Diana Kent
- Aladin (2009): si chiama Jasmine, interpretata da Jacqueline Fernandez

Serie televisive
- Nel regno delle fiabe (Shelley Duvall's Faerie Tale Theatre) (1986): si chiama Sabrina, interpretata da Valerie Bertinelli
- Le fiabe più belle (Anime Sekai no Dowa) (1995): doppiata in originale da Yuka Koyama e in italiano da Emanuela Pacotto
- Simsalagrimm (Simsala Grimm) (2010)
- Le mille e una notte - Aladino e Sherazade (One Thousands and One Nights) (2012): si chiama Sherazade, interpretata da Vanessa Hessler, doppiata in italiano da Connie Bismuto

### Versione Disney
La principessa è protagonista del franchise Disney nato con il classico Aladdin del 1992, in cui si chiama Jasmine. Fa inoltre parte del franchise delle Principesse Disney.